# Te Deum (Parry)
Het Te Deum  is een muziekstuk in D majeur dat gecomponeerd werd door Hubert Parry ter gelegenheid van de kroning van George V van het Verenigd Koninkrijk. Het stuk beleefde zijn première tijdens de ceremonieën behorend bij de kroning op 22 juni 1911 in Westminster Abbey.
Het Te Deum is geschreven in het behoudende idioom van Parry en passend binnen de Britse traditie. Het werk is muzikaal gebaseerd op de traditionele Engelse liedjes 'St Anne' en 'The Old Hundredth' en is tekstueel een fantasie waarin de leerstellingen van het christelijk geloof – die Parry als ongelovige overigens niet aanhing – onderhevig zijn aan visionaire interpretaties. Het Te Deum van Parry kreeg slechts een handvol uitvoeringen, in tegenstelling tot zijn compositie Jerusalem die 64 keer werd uitgevoerd tijdens de Proms. Na een eeuw van verwaarlozing kreeg de compositie meer bekendheid. Volgens Chandos werd het 2012 deels herschreven en voor het eerst (digitaal) opgenomen. 
Het Te Deum kent de volgende indeling:
- We praise thee, O God (allegro)
- Holy, holy, holy, Lord God of Sabaoth (slow-poco animato-allegro spirituoso)
- The glorious company of the apostles, praise thee (allegro)
- When thou tookest upon thee to deliver man (lento) / We believe that thou shalt come: to be be our judge (andante)
- Vouchsafe, O Lord: to keep us this day without sin (lento) / O Lord, let thy mercy lighten upon us (lento)